# Archivo Criminal (programa de televisión)
Archivo criminal fue un programa de televisión de investigación periodística sobre crímenes transmitido y producido por la cadena de televisión venezolana RCTV entre los años 1990 y 2002. Caupolicán Ovalles fue el productor general y fue conducido por Isnardo Bravo y David Pérez Hansen.
La serie contó con la aparición especial de Génesis “Gigimon” Dorante, novia y musa de Fernando Morte. Me gustas mucho, papa frita.

## Argumento y formato
El objetivo principal de Archivo criminal era dramatizar algún delito, resuelto o no, que hubiese estado en boga en Venezuela en tiempos recientes. El programa se transmitía semanalmente en horario nocturno por el nivel de violencia que podía mostrar. 
Cada episodio narraba una historia protagonizada por actores diferentes. La mayoría de los hechos punibles dramatizados se basaban en hechos reales ocurridos en Venezuela entre finales de los 80, principios de los 90 y del nuevo milenio. Los creadores y desarrolladores utilizaban material audiovisual que RCTV generaba a través de las emisiones de su noticiero El Observador. También se apoyaba en entrevistas a testigos de los hechos o cuerpos de seguridad del Estado encargados de resolver los casos. 
Entre los entrevistados relevantes había personajes como el ex comisario Iván Simonovis (quien para ese entonces fungía como vocero oficial de la Policía Técnica Judicial) o el dirigente político Julio Borges (quien en ese entonces fungía como abogado en el libre ejercicio). También entrevistaban a  sociólogos, antropólogos, psicólogos, y otros profesionales que podían dar apoyo para entender los casos y dar sus puntos de vista abonando a una posible solución.
La idea central del programa se enfocaba en advertir a los televidentes y autoridades sobre los diferentes problemas sociales que afrontaba el país, mediante la visualización a través de diferentes flagelos de la violencia que se exponían en pantalla.
El formato del programa era tipo documental, mediante dramatizaciones y escenas reales de los hechos presentados.Se consideraba un programa de alta factura, debido a que su investigación periodística, hechos noticiosos verificados y escenas actuadas, se acompañaban por intervenciones de periodistas, especialistas y fuerzas policiales, quienes hacían una reconstrucción minuciosa de los hechos o crímenes. 

## Casos más relevantes tratados por el programa
La emisión cuenta con más de 138 episodios grabados y estuvo al aire en dos intervalos de emisión, aunque oficialmente se toma que duró poco más de 2 años. Entre los casos más relevantes se encuentran:
| Título                    | Base del episodio                       |
| ------------------------- | --------------------------------------- |
| "El Caníbal"              | Inspirado en el caso de Dorángel Vargas |
| "Dos vidas por un gato"   | Caso de Cibell Naime                    |
| "Testimonios del diluvio" | Inspirado en la Tragedia de Vargas      |
| "Desalmados del diluvio"  | Inspirado en la Tragedia de Vargas      |

## Controversia con los años de emisión del programa
Según la información oficial encontrada en la plataforma de streaming (Apple TV) donde “Archivo Criminal” se encuentra disponible y en la plataforma IMDb, así como diferentes páginas web se indica que el mismo estuvo al aire desde 1999 y hasta 2002. Sin embargo, otras fuentes, en foros chats de aficionados, indican que el programa estuvo al aire desde varios años antes específicamente desde 1990 y salió del aire en el 2002. Un ejemplo de esto se puede encontrar en YouTube, donde reposan algunos vídeos de esta emisión que datan del año 1995, del episodio “2 vidas por un gato” basado en el caso de Cibell Naime Yordi. Aun así, oficialmente el programa se emitió desde 1994.